# 豊永稔
豊永 稔（とよなが みのる、1978年6月12日 - ）は、日本の元男性プロレスラー、総合格闘家。現レフェリー。鹿児島県鹿児島市出身。
現役を引退後はK-1・PRIDE・HERO'S・DREAM・SRCを始め、総合格闘技、キックボクシング等様々な団体でレフェリーを務めている。

## 来歴
1997年6月、キングダムに入門。11月3日、松井駿介（現・松井大二郎）戦（後楽園ホール）でプロレスデビュー。1998年、高田延彦の主宰する髙田道場の立ち上げに参加し高田道場所属として総合格闘技デビュー。高田道場所属時からフリーになってからは桜庭和志のセコンドやスパーリングパートナーも務めた。
1999年、パンクラスのネオブラッド・トーナメントに出場し、決勝に進出。決勝では美濃輪育久と対戦し、チョークスリーパーで一本負けし、準優勝となった。
2000年6月4日、PRIDE.9に出場予定もメディカルチェックで頭部に腫瘍が発見され現役続行が不適当とドクターに診断され引退。その後、高田道場の道場管理総責任者などを歴任し、選手の育成などを行なっている。
2008年4月から格闘技スクールTRYをゴールドジムイースト東京（南砂町）で主宰している。
2017年11月、日本MMA審判機構(JMOC)の設立に携わる。同機構では代表を務めている。

## 戦績

### 総合格闘技
| 総合格闘技 戦績 | 総合格闘技 戦績 | 総合格闘技 戦績 | 総合格闘技 戦績 | 総合格闘技 戦績 | 総合格闘技 戦績 | 総合格闘技 戦績 |
| --------------- | --------------- | --------------- | --------------- | --------------- | --------------- | --------------- |
| 7 試合          | (T)KO           | 一本            | 判定            | その他          | 引き分け        | 無効試合        |
| 2 勝            | 0               | 0               | 2               | 0               | 0               | 0               |
| 5 敗            | 1               | 2               | 2               | 0               | 0               | 0               |

| 勝敗 | 対戦相手     | 試合結果                   | 大会名                                                                | 開催年月日     |
| ×    | 美濃輪育久   | 1R 2:57 チョークスリーパー | PANCRASE 1999 BREAKTHROUGH TOUR 【ネオブラッド・トーナメント 決勝】   | 1999年8月1日   |
| ○    | 須藤元気     | 3分2R終了 判定3-0          | PANCRASE 1999 BREAKTHROUGH TOUR 【ネオブラッド・トーナメント 準決勝】 | 1999年8月1日   |
| ○    | 石井大輔     | 3分2R終了 判定2-1          | PANCRASE 1999 BREAKTHROUGH TOUR 【ネオブラッド・トーナメント 1回戦】  | 1999年8月1日   |
| ×    | 滑川康仁     | 1R 9:51 フロントチョーク   | リングス RISE 4th                                                     | 1999年6月24日  |
| ×    | イーゲン井上 | 1R 5:53 TKO（パウンド）    | PRIDE.5                                                               | 1999年4月29日  |
| ×    | 窪田幸生     | 10分終了 判定0-3           | PANCRASE 1999 BREAKTHROUGH TOUR                                       | 1999年1月19日  |
| ×    | 石井大輔     | 10分終了 判定0-3           | PANCRASE 1998 ADVANCE TOUR                                            | 1998年12月19日 |

### グラップリング
| 勝敗 | 対戦相手   | 試合結果            | 大会名           | 開催年月日     |
| ○    | 長谷川孝司 | 5分2R終了 判定3-0   | PANCRASE 246     | 2013年3月17日  |
| ×    | 郷野聡寛   | 5分2R終了 判定28-27 | The CONTENDERS 2 | 1999年10月17日 |